# Castello di Iwakuni
Il castello di Iwakuni (岩国城, Iwakunijō) è una struttura militare situata nella città di Iwakuni, nella prefettura di Yamaguchi in Giappone.

## Storia
Il castello fu costruito da Kikkawa Hiroie dal 1601 fino al compimento dei lavori nel 1608. Kikkawa era un servitore di un vassallo dello Shōgun, sotto il controllo del clan Mōri. Tuttavia il castello fu smantellato nel 1615 a causa del provvedimento denominato Ikkoku-ichijo (一国一城, letteralmente: "Un castello per provincia").
Il famoso ponte Kintai era originariamente il ponte che permetteva l'ingresso dal cancello principale della struttura. Dopo la distruzione della fortezza, Kikkawa utilizzò la parte del vecchio castello come residenza personale.
Al giorno d'oggi sul posto è situata una replica della vecchia struttura. Il castello di Iwakuni nel 2006 fu selezionato all'interno della classifica dei 100 migliori castelli Giapponesi.